# Lilies Handayani
Lilies Handayani (* 15. April 1965 in Surabaya) ist eine ehemalige indonesische Bogenschützin.

## Karriere
Lilies Handayani gab bei den Weltmeisterschaften 1985 in Seoul ihr internationales Debüt. Im Einzel kam sie dabei aber nicht über den 67. und damit letzten Platz hinaus. Der Mannschaftswettbewerb verlief nicht besser, auch in diesem belegte Handayani als 14. den letzten Platz. Drei Jahre darauf gab sie bei den Olympischen Spielen in Seoul ihr Olympiadebüt. Im Einzel gelangen ihr in der ersten Runde insgesamt 1223 Punkte, dank derer sie sich auf dem 30. Rang platzierte. Da jedoch nur die besten 24 Schützinnen in die nächste Runde einzogen, schied Handayani vorzeitig aus. Erstmals wurde im olympischen Wettkampfprogramm auch ein Mannschaftswettbewerb im Bogenschießen durchgeführt. 3720 Punkte in der ersten Runde reichten für Rang fünf und die Qualifikation für das Halbfinale. Dort erzielten Handayani, Nurfitriyana Saiman und Kusuma Wardhani mit 975 Punkten das viertbeste Resultat und zogen in die Finalrunde ein, die sie wie die US-amerikanische Mannschaft mit 952 Punkten hinter den Olympiasiegerinnen aus Südkorea abschlossen. Im Stechen um die Silbermedaille setzten sich Handayani, Saiman und Wardhani mit 72:67 gegen die US-Amerikanerinnen Deborah Ochs, Denise Parker und Melanie Skillman durch und sicherten sich den zweiten Platz. Dieser Erfolg wurde 2016 unter dem Titel 3 Srikandi verfilmt.
Ein Jahr darauf trat Handayani bei den Weltmeisterschaften in Lausanne an. Im Einzel erreichte sie den 26. Platz. In der Mannschaftskonkurrenz verpasste sie als Viertplatzierte hinter Südkorea, Schweden und der Sowjetunion knapp einen Medaillengewinn. Bei den Weltmeisterschaften 1991 in Krakau kam Saiman im Einzel nicht über den 83. Platz hinaus und auch der Mannschaftswettbewerb verlief mit dem 18. Gesamtplatz nicht erfolgreich. 1992 vertrat sie Indonesien in Perpignan ein weiteres Mal bei einer Weltmeisterschaft und beendete den Einzelwettbewerb auf dem 42. Platz.
1998 gründete Handayani in ihrer Geburtsstadt Surabaya gemeinsam mit ihrem Ehemann Denny Trisyanto eine Bogenschießschule.